# Ryori
Ryori (eigentlich jap. 気象ロケット観測所, Kishō Roketto Kansokujo, dt. „meteorologische-Raketen-Beobachtungsstation“) ist die fachsprachlich übliche Bezeichnung für einen ehemaligen Startplatz für Wetterraketen in Sanrikuchō-Ryōri in der Gemeinde Ōfunato der Präfektur Iwate in Japan bei 39° 2′ N, 141° 50′ O. Der Startplatz wurde von der Japan Meteorological Agency betrieben.
Die erste Wetterrakete startete am 15. Juli 1970 und die letzte am 21. März 2001. Der benutzte Typ MT-135 ist etwa 3,3 m lang, besitzt ein Gesamtgewicht von 70 kg und steigt bis in 60 km Höhe auf.